# Manuel de Araújo
Manuel A. Alculete Lopes de Araújo (Quelimane, Zambézia, Moçambique, 11 de outubro de 1970) é um cientista político, economista e político moçambicano.

## Biografia

### Primeiros anos, carreira acadêmica e profissional
Manuel de Araújo nasceu a 11 de outubro de 1970 na capital da província da Zambézia, Quelimane. Araújo cursou o ensino primário e secundário em sua cidade natal. Em seguida, mudou-se para Maputo onde estudou relações internacionais no Instituto Superior de Relações Internacionais (ISRI; actual Universidade Joaquim Chissano). Posteriormente iniciou seu mestrado profissional na Universidade do Zimbábue, concluindo a pós-graduação na Universidade de Fort Hare e mestrado académico em economia na Escola de Estudos Orientais e Africanos da Universidade de Londres. Araújo completou seu doutorado em economia na Universidade da Ânglia Oriental.
Paralelamente após a sua carreira académica, leccionou em várias escolas secundárias e universidades de moçambicanas, incluindo a Escola Secundária 25 de Setembro, a Escola Secundária Francisco Manyanga, em sua alma mater Universidade Joaquim Chissano, no Instituto Superior de Ciências e Tecnologia de Moçambique (ISCTEM), na Universidade Maputo (UP) e na Universidade Politécnica..

### Carreira política
Araújo juntou-se ao partido de oposição RENAMO, que dominava a Zambézia, ainda em sua juventude. Nas eleições legislativas de 2004, concorreu a um mandato legislativo e foi eleito para a Assembleia da República de Moçambique contra 89 outros candidatos. Ele ocupou o mandato entre 2004 e 2009.
No decurso da crescente bipolarização do panorama político em Moçambique e das estruturas da RENAMO, por vezes tidas como autoritárias, vários membros do partido desentenderam-se com a liderança e fundaram o seu próprio partido, o Movimento Democrático de Moçambique (MDM). Manuel de Araújo também mudou da RENAMO para o MDM.
Em 2011, uma eleição suplementar local ocorreu, incluindo a cidade natal de Araújo, Quelimane. Araújo concorreu para presidente do Conselho Municipal e conseguiu deixar o candidato da FRELIMO para trás com 62,27% contra 37,72%..
Nas eleições locais de 2013, a comissão eleitoral publicou inicialmente resultados que mostravam uma vitória da FRELIMO. Só depois de várias denúncias de fraude eleitoral estas foram corrigidas e Manuel de Araújo oficialmente confirmado como reeleito.